# Thiersee
Thiersee település Ausztriában, Tirolban a Kufsteini járásban található. Területe 108,61 km², lakosainak száma 2844 fő, népsűrűsége 26 fő/km² (2014. január 1-jén). A település 678 méter tengerszint feletti magasságban helyezkedik el.

## Fordítás
- Ez a szócikk részben vagy egészben  a   Thiersee című angol Wikipédia-szócikk ezen változatának fordításán alapul.  Az eredeti cikk szerkesztőit annak laptörténete sorolja fel. Ez a jelzés csupán a megfogalmazás eredetét és a szerzői jogokat jelzi, nem szolgál a cikkben szereplő információk forrásmegjelöléseként.